# Crocidura trichura
Crocidura trichura là một loài động vật có vú trong họ Chuột chù, bộ Soricomorpha. Loài này được Dobson in Thomas mô tả năm 1888.

## Hình ảnh